# 김종문 (수영구의원)
김종문(金鍾文, 1962년 11월 30일 ~ )은 대한민국의 정치인이다. 부산 수영구의원을 지냈다.

## 학력
- 동래고등학교 부설 방송통신고등학교 졸업
- 동부산대학교 사회복지학과 전문학사

## 경력
- 사회복지사
- 간호조무사
- 보육교사
- 자동차정비기능사 2급
- 요양보호사
- 케어복지사
- 육군 병장 만기 전역
- 대일버스 대표
- 삼성화재·쌍용화재 거산대리점 대표
- 망미1동 청년회장
- (사)부산광역시 수영구 청년연합회 제9대 회장
- 자유총연맹 수영구지부 청년회 수석부회장
- 355-A 수영라이온스 FY-04-05 총무
- 망미1동 청년회 운영위원장
- 자유총연맹 망미1동 부위원장
- 바르게살기 망미1동 부위원장
- 망미1동 건강산악회 운영위원
- 망미1동 다사랑회 운영위원
- 망미1동 다사랑회 심사위원
- 망미1동 청소년 지도협의회 회장
- 수영구 청소년지도협의회 감사
- 법무부 범죄예방협의회 위원
- (사)부산광역시 청년연합회 내무부 회장
- 경찰일보 부산 남부총국장
- 수영구 청년연합회 자문
- 망미1동 청년회 운영위원
- 부산광역시 명예식품 감시단
- 망미1동 새마을금고 대의원
- 광안중학교 운영위원
- 광안중학교 운영위원회 부위원장
- 시민보호관찰관
- (주)세성교통 이사
- 한나라당 청년운영위원
- 제18대 국회의원 선거 유재중 후보 자원봉사자
- 2010.07 ~ 2014.06 제6대 부산광역시 수영구의회 의원
- 2010.07 ~ 2012.07 제6대 부산광역시 수영구의회 전반기 예산결산특별위원회 위원
- 2010.07 ~ 2012.07 제6대 부산광역시 수영구의회 전반기 조례안심사특별위원회 위원
- 2012.07 ~ 2012.07 제6대 부산광역시 수영구의회 지방행정체제개편기본계획철회촉구를위한특별위원회 위원
- 2012.07 ~ 2014.06 제6대 부산광역시 수영구의회 운영총무위원회 위원
- 2012.07 ~ 2014.06 제6대 부산광역시 수영구의회 후반기 조례안심사특별위원회 위원
- 2012.07 ~ 2014.06 제6대 부산광역시 수영구의회 후반기 예산결산특별위원회 위원
- 2012.07 ~ 2014.06 제6대 부산광역시 수영구의회 후반기 주민도시위원회 위원장
- 2013.05 ~ 2013.05 제6대 부산광역시 수영구의회 어린이집운용실태행정사무조사특별위원회 위원

## 수상
- 부산지방경찰청장 감사장 수상
- 동부지청장 표창장
- 부산광역시장 표창장 수상
- 수영구청장 3회 표창장
- 부산광역시의회 의장 표창장 수상
- 남부경찰서장 표창장 수상
- 법무부장관 표창장 수상
- 부산광역시 사회복지사협회장 수상

## 역대 선거 결과
|  | 1.48% |

|  | 7.69% |

|  | 23.59% |

|  | 12.35% |

|  | 4.40% |